# ثيو هيرمانز
ثيو هيرمانز هو مترجم بلجيكي، ولد في 26 فبراير 1948 في Assent ‏ في بلجيكا.

## وصلات خارجية
- الموقع الرسمي